# Don’t Take the Girl
«Don’t Take the Girl» (с англ. — «Не забирай девушку») — песня американского кантри-певца и автора-исполнителя Тима Макгро, вышедшая 28 марта 1994 года на лейбле Curb Records в качестве второго сингла с его второго студийного альбома Not a Moment Too Soon (1994). Песня достигла позиции № 1 в американском хит-параде Hot Country Songs, став первым чарттоппером в карьере певца. Авторами песни выступили Craig Martin и Larry W. Johnson.
Сингл также достиг первого места в Канаде в кантри-чарте и 17-го места в мультижанровом американском чарте Billboard Hot 100. Сингл получил платиновый сертификат RIAA в США.

## История
Песня рассказывает историю двух молодых влюбленных, которые сталкиваются с трудными событиями на трёх разных этапах своей жизни. В каждой ситуации мужчина делает всё возможное, чтобы разные люди «не брали девушку».
В первом куплете юноше (Джонни) восемь лет, он собирается отправиться на рыбалку со своим отцом. Присутствует также молодая безымянная девушка, явно ровесницы Джонни, с удочкой в руке. Джонни не хочет, чтобы девочка пошла с ними на рыбалку. Поэтому он умоляет своего отца «взять любого мальчика в мире / Папа, пожалуйста, не забирай девочку».
Второй куплет песни находит Джонни и девушку десятью годами позже, теперь уже подростками. С тех пор они полюбили друг друга и встречаются. Когда Джонни и его девушка идут на свидание в кинотеатр, они сталкиваются с грабителем с пистолетом. Незнакомец хватает девушку за руку и требует у Джонни уступить его требованиям. Джонни отдаёт свои деньги, кошелёк, кредитные карты, часы, которые подарил ему дед, и даже ключи от машины, чтобы девушка была в безопасности (в музыкальном клипе мошенник убегает с кошельком).
Третий куплет повествует о событиях спустя ещё пять лет после второго куплета. На данный момент Джонни и девушка (предположительно) женаты и ждут своего первого ребенка, и в конце концов девушку срочно отправляют в больницу, чтобы родить ребенка. Младенец, мальчик, благополучно родился, но доктор сообщает Джонни, что его жена «быстро увядает» (предположительно, умирает от осложнений при родах). Затем Джонни падает на колени и молится Богу, чтобы его жена выжила, даже прося забрать его собственную жизнь вместо жизни его жены. Музыкальное видео показывает, что жена Джонни не выживает.
Песня заканчивается повторением вступительной строки песни: «Папа Джонни водил его на рыбалку, когда ему было восемь лет».
«One of Those Nights» дебютировал на 17-м месте в Billboard Hot Country Singles & Tracks 2 апреля 1994 года и позднее достиг первого места. В Канаде сингл также добрался до вершины кантри-чарта. В США сингл стал для Макгро первым чарттоппером и получила платиновый сертификат ассоциации RIAA.
Песня получила положительные отзывы музыкальных критиков: Billboard.

## Музыкальное видео
Режиссёром музыкального видео выступил Sherman Halsey.

## Чарты
| Чарт (1994)                       | Высшая позиция |
| --------------------------------- | -------------- |
| Канада (RPM Country Tracks)       | 1              |
| США (Billboard Hot 100)           | 17             |
| США (Billboard Hot Country Songs) | 1              |

| Чарт (1994)                    | Позиция |
| ------------------------------ | ------- |
| Канада (Country Tracks, RPM)   | 67      |
| США (Billboard Hot 100)        | 87      |
| США (Country Songs, Billboard) | 30      |

| Регион                                                       | Сертификация  | Продажи    |
| ------------------------------------------------------------ | ------------- | ---------- |
| США (RIAA) · (physical)                                      | Золотой       | 700,000    |
| США (RIAA) · (digital)                                       | 2× Платиновый | 2 000 000* |
| * Данные о продажах приведены только на основе сертификации. |               |            |